# Чемпионат СССР по лёгкой атлетике 1974
Лично-командный чемпионат СССР по лёгкой атлетике 1974 года проходил с 23 по 26 июля в Москве на Центральном стадион имени В. И. Ленина. На протяжении четырёх дней было разыграно 35 комплектов медалей.
Единственный рекорд СССР на чемпионате установила москвичка Наталья Лебедева. Она с большим преимуществом выиграла бег на 100 метров с барьерами — 13,0.
Рекордсменка мира Надежда Чижова показала пятый результат в истории женского толкания ядра — 21,14 м. Попытки лучше были только у самой Чижовой (трижды) и Гелены Фибингеровой из Чехословакии. Собственному рекорду 1973 года она проиграла всего 31 см.
Аналогичное достижение оказалось на счету метательницы диска Фаины Мельник. Олимпийская чемпионка 1972 года отметилась шестым результатом в мировой истории (68,02 м), при этом первые пять принадлежали также ей, в том числе мировой рекорд 69,90 м.
В метании молота Валентин Дмитренко был близок к установлению национального рекорда. До результата Анатолия Бондарчука ему не хватило 36 сантиметров: 75,52 м против 75,88 м.
Людмила Брагина второй год подряд сделала победный дубль на дистанциях 1500 и 3000 метров, став 12-кратной чемпионкой страны: 1500 метров — 6 титулов, 3000 метров — 2, кросс — 4.
Валерий Борзов повторил собственный успех 1971 года и вновь выиграл золото в трёх дисциплинах: 100 метров, 200 метров и эстафета 4×100 метров. Суммарно на его счету после этих соревнований стало 10 побед на чемпионатах СССР.
В метании копья прервалась серия Яниса Лусиса из шести побед подряд на национальных первенствах. В этот раз рекордсмен страны из Риги остался на третьем месте, а выиграл чемпионат Александр Макаров (впервые в карьере).
В течение 1974 года в различных городах были проведены также чемпионаты СССР в отдельных дисциплинах лёгкой атлетики:
- 1 марта — чемпионат СССР по бегу на 30 км (Евпатория)
- 2—3 марта — чемпионат СССР по кроссу (Евпатория)
- 6—7 июля — чемпионат СССР по многоборьям (Москва)
- 7 июля — чемпионаты СССР по марафону и ходьбе на 50 км (Клайпеда)

## Командное первенство
| Место | Команда          |
| ----- | ---------------- |
| 1     | «Динамо»         |
| 2     | Вооружённые Силы |
| 3     | «Буревестник»    |

## Призёры

### Мужчины
| Дисциплина             | Золото                                                                      | Золото    | Серебро                                                                             | Серебро   | Бронза                                                                       | Бронза    |
| ---------------------- | --------------------------------------------------------------------------- | --------- | ----------------------------------------------------------------------------------- | --------- | ---------------------------------------------------------------------------- | --------- |
| 100 м                  | Валерий Борзов Динамо Киев                                                  | 10,2      | Александр Корнелюк Динамо Москва                                                    | 10,3      | Юрий Силов Варпа Рига                                                        | 10,3      |
| 200 м                  | Валерий Борзов Динамо Киев                                                  | 21,0      | Александр Жидких Буревестник Минск                                                  | 21,1      | Хаджи Рахманов Локомотив Ашхабад                                             | 21,4      |
| 400 м                  | Владимир Носенко Буревестник Одесса                                         | 46,4      | Валерий Юрченко Труд Краснодар                                                      | 46,5      | Виктор Михайлов Локомотив Ленинград                                          | 46,9      |
| 800 м                  | Георгий Чернышёв Спартак Москва                                             | 1.48,6    | Павел Литовченко Спартак Москва                                                     | 1.48,6    | Юрий Худяков Зенит Набережные Челны                                          | 1.49,2    |
| 1500 м                 | Пётр Анисим Вооружённые Силы Львов                                          | 3.42,5    | Владимир Пантелей Зенит Харьков                                                     | 3.42,6    | Михаил Улымов Динамо Волгоград                                               | 3.42,7    |
| 5000 м                 | Михаил Желобовский Вооружённые Силы Минск                                   | 13.42,0   | Минивасик Абдуллин Зенит Уфа                                                        | 13.42,4   | Борис Кузнецов Зенит Свердловск                                              | 13.42,8   |
| 10 000 м               | Валентин Зотов Динамо Минск                                                 | 28.33,0   | Николай Пуклаков Буревестник Чебоксары                                              | 28.33,8   | Владимир Меркушин Вооружённые Силы Минск                                     | 28.34,4   |
| 3000 м с препятствиями | Сергей Скрипка Вооружённые Силы Москва                                      | 8.26,6    | Йонас Григас Нямунас Вильнюс                                                        | 8.27,4    | Владимир Лисовский Вооружённые Силы Ленинград                                | 8.27,8    |
| 110 м с барьерами      | Виктор Мясников Динамо Минск                                                | 13,8      | Эдуард Переверзев Зенит Москва                                                      | 13,9      | Анатолий Мошиашвили Динамо Тбилиси                                           | 14,0      |
| 400 м с барьерами      | Евгений Гавриленко Динамо Гомель                                            | 49,7      | Александр Карасёв Вооружённые Силы Москва                                           | 50,2      | Дмитрий Стукалов Вооружённые Силы Ленинград                                  | 50,5      |
| Прыжок в высоту        | Кестутис Шапка Динамо Вильнюс                                               | 2,23 м    | Владимир Абрамов Труд Москва                                                        | 2,21 м    | Виктор Шкуричев Локомотив Брянск                                             | 2,19 м    |
| Прыжок с шестом        | Владимир Кишкун Зенит Ленинград                                             | 5,35 м    | Юрий Исаков Вооружённые Силы Свердловск                                             | 5,30 м    | Валерий Бойко Буревестник Минск                                              | 5,20 м    |
| Прыжок в длину         | Валерий Подлужный Динамо Донецк                                             | 7,90 м    | Тыну Лепик Калев Тарту                                                              | 7,81 м    | Евгений Шубин Буревестник Ленинград                                          | 7,73 м    |
| Тройной прыжок         | Виктор Санеев Динамо Тбилиси                                                | 17,05 м   | Михаил Сегал Локомотив Челябинск                                                    | 16,74 м   | Николай Синичкин Трудовые резервы Рига                                       | 16,55 м   |
| Толкание ядра          | Александр Барышников Динамо Ленинград                                       | 20,32 м   | Валерий Войкин Буревестник Ленинград                                                | 20,31 м   | Анатолий Ярош Авангард Ворошиловград                                         | 19,84 м   |
| Метание диска          | Вельо Куусемяэ Динамо Таллин                                                | 61,00 м   | Виктор Гутор Вооружённые Силы Минск                                                 | 59,86 м   | Владимир Титов Спартак Петрозаводск                                          | 59,20 м   |
| Метание молота         | Валентин Дмитренко Вооружённые Силы Запорожье                               | 75,52 м   | Алексей Спиридонов Труд Ленинград                                                   | 74,12 м   | Джумбер Пхакадзе Динамо Тбилиси                                              | 71,98 м   |
| Метание копья          | Александр Макаров Динамо Московская область                                 | 83,70 м   | Николай Гребнев Урожай Витебск                                                      | 83,60 м   | Янис Лусис Вооружённые Силы Рига                                             | 82,88 м   |
| Ходьба на 20 км        | Владимир Голубничий Спартак Сумы                                            | 1:28.21,2 | Евгений Ивченко Динамо Гродно                                                       | 1:28.29,2 | Владимир Шалошик Вооружённые Силы Брест                                      | 1:28.33,4 |
| Эстафета 4×100 м       | Динамо Александр Корнелюк Александр Аксинин Владимир Атамась Валерий Борзов | 39,9      | Буревестник Владимир Светличный Александр Жидких Борис Лютаревич Николай Колесников | 40,2      | Спартак Михаил Кравцов Валерий Панасов Валентин Цехович Владимир Отставнов   | 40,3      |
| Эстафета 4×400 м       | Буревестник Павел Козбан Юрий Зорин Алексей Семёнов Владимир Носенко        | 3.06,7    | Вооружённые Силы Владимир Цыганов Леонид Королёв Алексей Таранов Валерий Юдин       | 3.08,3    | Локомотив Хаджи Рахманов Николай Неверов Александр Кучерявый Виктор Михайлов | 3.08,5    |

### Женщины
| Дисциплина        | Золото                                                                               | Золото  | Серебро                                                                       | Серебро | Бронза                                                                            | Бронза  |
| ----------------- | ------------------------------------------------------------------------------------ | ------- | ----------------------------------------------------------------------------- | ------- | --------------------------------------------------------------------------------- | ------- |
| 100 м             | Марина Сидорова Буревестник Ленинград                                                | 11,4    | Людмила Маслакова Буревестник Москва                                          | 11,5    | Татьяна Черникова Вооружённые Силы Москва                                         | 11,6    |
| 200 м             | Марина Сидорова Буревестник Ленинград                                                | 23,2    | Татьяна Черникова Вооружённые Силы Москва                                     | 23,7    | Людмила Маслакова Буревестник Москва                                              | 23,8    |
| 400 м             | Надежда Ильина Динамо Москва                                                         | 52,5    | Инта Климовича Варпа Рига                                                     | 52,9    | Людмила Аксёнова Авангард Киев                                                    | 53,1    |
| 800 м             | Нина Моргунова Колос Ворошиловград                                                   | 2.01,6  | Валентина Герасимова Трудовые резервы Караганда                               | 2.01,7  | Юлия Сафина Авангард Днепропетровск                                               | 2.02,3  |
| 1500 м            | Людмила Брагина Динамо Краснодар                                                     | 4.09,8  | Тамара Пангелова Вооружённые Силы Киев                                        | 4.10,0  | Замира Зайцева Спартак Андижан                                                    | 4.14,0  |
| 3000 м            | Людмила Брагина Динамо Краснодар                                                     | 9.05,0  | Ирина Бондарчук Буревестник Ленинград                                         | 9.11,8  | Айя Вейса Вооружённые Силы Рига                                                   | 9.13,6  |
| 100 м с барьерами | Наталья Лебедева Вооружённые Силы Москва                                             | 13,0    | Татьяна Анисимова Буревестник Ленинград                                       | 13,4    | Надежда Ткаченко Авангард Донецк                                                  | 13,5    |
| Прыжок в высоту   | Тамара Галка Вооружённые Силы Одесса                                                 | 1,82 м  | Валентина Ахраменко Трудовые резервы Минск                                    | 1,82 м  | Галина Филатова Вооружённые Силы Москва                                           | 1,79 м  |
| Прыжок в длину    | Лидия Алфеева Вооружённые Силы Москва                                                | 6,66 м  | Татьяна Тимохова Труд Москва                                                  | 6,48 м  | Капитолина Лотова Труд Горький                                                    | 6,47 м  |
| Толкание ядра     | Надежда Чижова Спартак Ленинград                                                     | 21,14 м | Светлана Крачевская Динамо Москва                                             | 19,00 м | Фаина Мельник Спартак Москва                                                      | 18,91 м |
| Метание диска     | Фаина Мельник Спартак Москва                                                         | 68,02 м | Нелли Сивоплясова Буревестник Москва                                          | 57,22 м | Надежда Сергеева Вооружённые Силы Ленинград                                       | 57,20 м |
| Метание копья     | Татьяна Жигалова Динамо Рига                                                         | 57,94 м | Светлана Бабич Динамо Московская область                                      | 56,80 м | Галина Злакоманова Вооружённые Силы Новосибирск                                   | 56,66 м |
| Эстафета 4×100 м  | Вооружённые Силы Роза Бабич Татьяна Черникова Татьяна Каминская Надежда Бесфамильная | 44,8    | Буревестник Наталья Сафронова Марина Сидорова Людмила Маслакова Ольга Сиренко | 44,9    | Динамо Алла Базилина Светлана Белова Марите Визла Галина Митрохина                | 45,1    |
| Эстафета 4×400 м  | Динамо Любовь Шибенкова Наталья Соколова Ингрида Баркане Надежда Ильина              | 3.32,0  | Труд Ольга Минеева Марина Макеева Наталья Иванова Людмила Бердяева            | 3.37,0  | Буревестник Татьяна Надеева Наталья Подгорная Валентина Чичаева Лариса Голованова | 3.37,2  |

## Чемпионат СССР по бегу на 30 км
Чемпионат СССР по бегу на 30 км 1974 года прошёл 1 марта в курортном городе Евпатория, Украинская ССР.

### Мужчины
| Дисциплина | Золото                                   | Золото    | Серебро                       | Серебро   | Бронза                                   | Бронза    |
| ---------- | ---------------------------------------- | --------- | ----------------------------- | --------- | ---------------------------------------- | --------- |
| 30 км      | Владимир Меркушин Вооружённые Силы Минск | 1:33.28,6 | Владимир Бугров Спартак Минск | 1:33.34,0 | Николай Пензин Вооружённые Силы Алма-Ата | 1:33.43,8 |

## Чемпионат СССР по кроссу
Чемпионат СССР по кроссу 1974 года прошёл 2—3 марта в курортном городе Евпатория, Украинская ССР.

### Мужчины
| Дисциплина  | Золото                                    | Золото  | Серебро                             | Серебро | Бронза                                     | Бронза  |
| ----------- | ----------------------------------------- | ------- | ----------------------------------- | ------- | ------------------------------------------ | ------- |
| Кросс 8 км  | Михаил Желобовский Вооружённые Силы Минск | 23.28,6 | Леонид Мосеев Буревестник Челябинск | 23.30,2 | Михаил Анищенков Вооружённые Силы Смоленск | 23.34,0 |
| Кросс 12 км | Анатолий Бадранков Динамо Алма-Ата        | 35.18,0 | Рашид Шарафетдинов Динамо Ленинград | 35.48,0 | Павел Андреев Вооружённые Силы Львов       | 35.59,8 |

### Женщины
| Дисциплина | Золото                                 | Золото | Серебро                                    | Серебро | Бронза                                       | Бронза |
| ---------- | -------------------------------------- | ------ | ------------------------------------------ | ------- | -------------------------------------------- | ------ |
| Кросс 2 км | Тамара Пангелова Вооружённые Силы Киев | 6.13,2 | Людмила Сорока Буревестник Киев            | 6.16,4  | Татьяна Галстян Вооружённые Силы Новосибирск | 6.17,8 |
| Кросс 3 км | Любовь Демченко Динамо Минск           | 9.43,4 | Майя Истомина Локомотив Московская область | 9.46,2  | Айя Вейса Вооружённые Силы Рига              | 9.46,6 |

## Чемпионат СССР по многоборьям
Чемпионы СССР в многоборьях определились 6—7 июля в Москве на Центральном стадион имени В. И. Ленина.

### Мужчины
| Дисциплина   | Золото                          | Золото           | Серебро                                        | Серебро          | Бронза                            | Бронза           |
| ------------ | ------------------------------- | ---------------- | ---------------------------------------------- | ---------------- | --------------------------------- | ---------------- |
| Десятиборье* | Рудольф Зигерт Динамо Ленинград | 7903 очка (7761) | Александр Гребенюк Трудовые резервы Ставрополь | 7884 очка (7778) | Александр Блиняев Локомотив Минск | 7794 очка (7677) |

### Женщины
| Дисциплина | Золото                           | Золото           | Серебро                              | Серебро          | Бронза                           | Бронза           |
| ---------- | -------------------------------- | ---------------- | ------------------------------------ | ---------------- | -------------------------------- | ---------------- |
| Пятиборье* | Надежда Ткаченко Авангард Донецк | 4622 очка (4573) | Зоя Спасовходская Буревестник Москва | 4392 очка (4307) | Татьяна Ворохобко Труд Ленинград | 4291 очко (4181) |

* Для определения победителя в соревнованиях многоборцев использовалась старая система начисления очков. Пересчёт с использованием современных таблиц перевода результатов в баллы приведён в скобках.

## Чемпионаты СССР по марафону и ходьбе на 50 км
Чемпионаты СССР по марафону и ходьбе на 50 км состоялись 7 июля 1974 года в литовской Клайпеде.

### Мужчины
| Дисциплина      | Золото                                  | Золото    | Серебро                          | Серебро   | Бронза                                        | Бронза    |
| --------------- | --------------------------------------- | --------- | -------------------------------- | --------- | --------------------------------------------- | --------- |
| Марафон         | Юрий Великородных Буревестник Пермь     | 2:15.27,8 | Юрий Лаптев Буревестник Алма-Ата | 2:15.58,4 | Анатолий Стрелец Авангард Запорожье           | 2:16.06,6 |
| Ходьба на 50 км | Сергей Бондаренко Буревестник Ленинград | 4:00.00,4 | Отто Барч Буревестник Фрунзе     | 4:00.54,0 | Вениамин Солдатенко Вооружённые Силы Алма-Ата | 4:01.54,0 |